# Опельт, Фридрих Вильгельм
Фридрих Вильгельм Опельт (нем. Friedrich Wilhelm Opelt); 9 июня 1794, Рохлиц — † 22 сентября 1863, Дрезден) — немецкий музыковед, математик, астроном, Саксонии финансовый тайный советник.

## Биографические данные
Фридрих Вильгельм Опельт родился в семье фабриканта, который специализировался на производстве бархата. Закончив рохлицкую школу 1808 года, Фридрих Вильгельм, по пожеланию своего отца, освоил профессию ткача. В то время он, музыкант-самоучка, часто играл на органе во время богослужений в городской кирхе Петра. Опельт самостоятельно изучил французский и русский языки. Работал на отцовской фабрике, продукция которой имела успех, в частности, на Лейпцигской и Франкфуртской ярмарках, и планировал расширить производство. Этот план помешали осуществить наполеоновские войны, которые продолжались до 1815 года.
После 1813 года, когда театр действий Войны шестой коалиции переместился из Саксонии во Францию, Опельт занял должность налогового аудитора при магистрате Дрездена и через несколько лет стал сборщиком налогов в Радеберге. В 1824 году он занял должность сборщика налогов Вурценского района, а в 1832 году был назначен сборщиком налогов Плауэнского округа. В 1839 году Опельт стал тайным финансовым советником налоговой совета Дрезденского округа.
В 1847 Опельта выбрали заместителем директора Саксонско-Баварской железнодорожной компании в Лейпциге. В следующем году он стал тайным финансовым советником королевского министерства финансов в Дрездене. Весной 1863 года он ушел в отставку со всех своих должностей.
Фридрих Вильгельм Опельт умер 22 сентября 1863 года в Дрездене, похоронен там же.

## Научная деятельность
Кроме повседневной работы, Опельт занимался математикой, астрономией и музыкой. В частности, он разработал схему работы пенсионного банка Королевства Саксонии и выполнил все нужные расчеты. Опельт перевел на немецкий язык с французского учебник механики Луи-Бенжамена Франкера, а также сотрудничал с руководителем физико-математического салона в Дрездене, Вильгельмом Готтельфом Лорманом. Он определял высоту и глубину гор и кратеров на Луне, ориентируясь на размеры теней этих объектов. Эти данные были нужны для атласа Луны Лормана. Сын Фридриха Вильгельма Опельта, Отто Мориц Опельт, продолжил эту работу, а в 1877 году Иоганн Фридрих Юлиус Шмидт издал этот атлас под названием «Mondcharte in 25 Sectionen».
Фридрих Вильгельм Опельт также усовершенствовал газострунный излучатель — изобретение французского инженера и физика Шарля Каньяра де Латура.

## Уважение
- В честь Фридриха Вильгельма Опельта и его сына Отто Морица назван кратер на Луне Опельт.

## Работы
Собственные:
- «Über die Natur der Musik». Plauen 1834
- «Allgemeine Theorie der Musik auf dem Rhythmus der Klangwellenpulse und durch neue Versinnlichungsmittel erläutert». Leipzig 1852

Переводные:
- «Louis-Benjamin Francoeur: Elementar-Lehrbuch der Mechanik». Arnold, Dresden 1825